# Didwana
Didwana là một thành phố và khu đô thị của quận Nagaur thuộc bang Rajasthan, Ấn Độ.

## Địa lý
Didwana có vị trí 27°24′B 74°34′Đ / 27,4°B 74,57°Đ Nó có độ cao trung bình là 336 mét (1102 feet).

## Nhân khẩu
Theo điều tra dân số năm 2001 của Ấn Độ, Didwana có dân số 44.661 người. Phái nam chiếm 52% tổng số dân và phái nữ chiếm 48%. Didwana có tỷ lệ 58% biết đọc biết viết, thấp hơn tỷ lệ trung bình toàn quốc là 59,5%: tỷ lệ cho phái nam là 70%, và tỷ lệ cho phái nữ là 46%. Tại Didwana, 17% dân số nhỏ hơn 6 tuổi.